# File manager

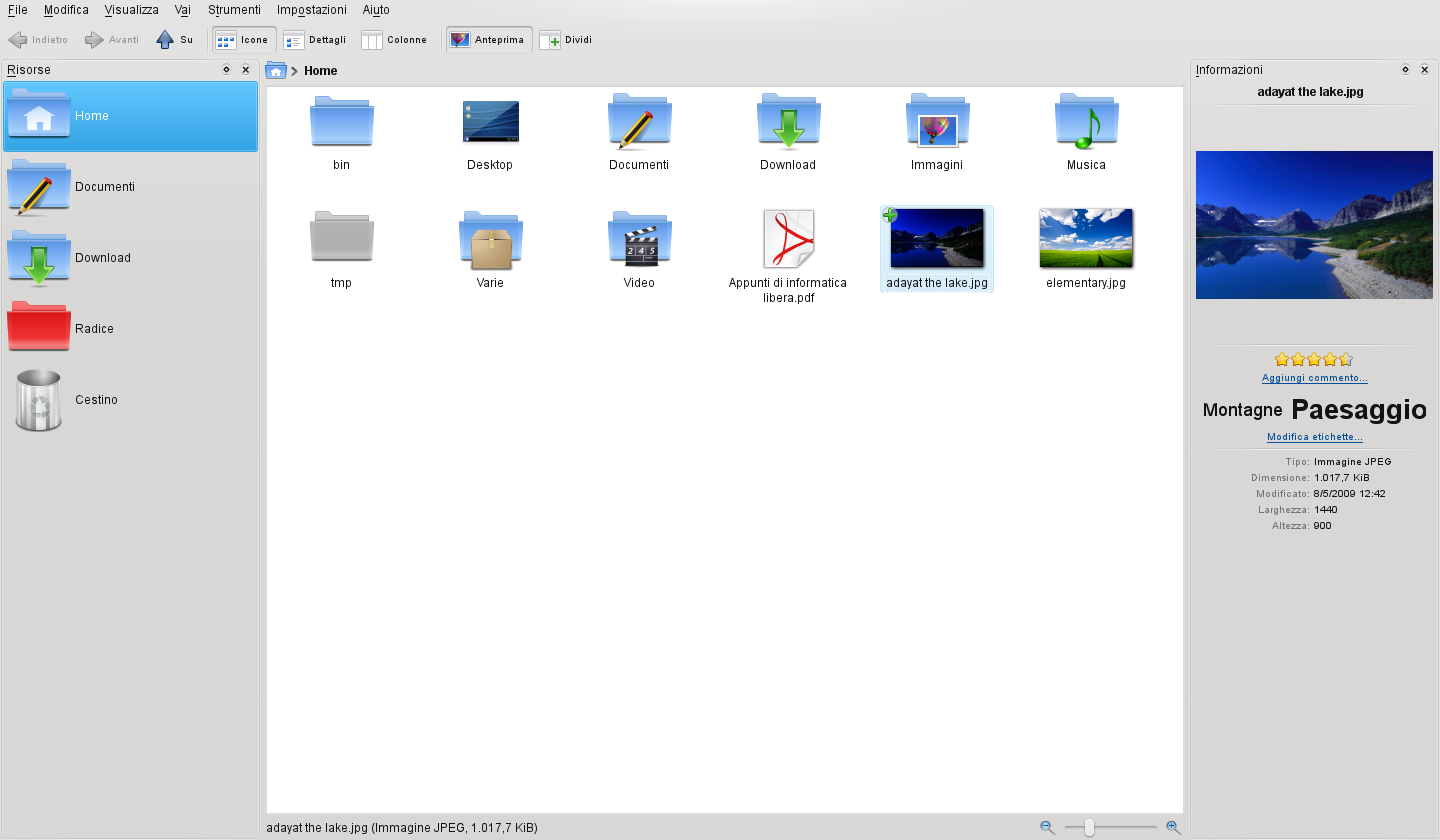
Il filemanager Dolphin

Il file manager o file browser è un programma di un sistema operativo che fornisce un'interfaccia grafica per lavorare su un file system.

## Descrizione

### Caratteristiche
Sono molto utili per lavorare più velocemente sui file. Le operazioni di stretta pertinenza del file manager sono la copia, la rinominazione, lo spostamento, il link e la cancellazione del file. L'interfaccia grafica della maggior parte dei file manager è strutturata secondo un modello a due pannelli uguali affiancati twin-panel, oppure visualizzano la directory list ed il file list.

### Funzioni
Questi programmi inoltre, nel caso non siano in grado di farlo direttamente, utilizzano delle chiamate ad altri programmi per la creazione, la lettura, la modifica, la stampa o la riproduzione a seconda del tipo del file interessato. Un'altra funzione molto importante del file manager è la gestione dei permessi di accesso al file. Nei sistemi *nix vengono definiti i permessi di lettura, scrittura ed esecuzione oltre al proprietario (generalmente il creatore) ed il gruppo di appartenenza. Alcuni file manager posso contenere funzionalità ispirate ai browser web, compresi i pulsanti per esplorare la cronologia delle directory visitate e i bookmarks.

### Programmi famosi
- 4pane
- bsc
- Capivara
- Directory Opus
- Dolphin
- Double Commander
- Gnome Commander
- File manager spaziale
- Finder
- FM File Manager
- FreeCommander
- EmelFM2
- Konqueror
- justManager
- Last File Manager
- Midnight Commander
- GNOME Files
- Norton Commander
- ROX-Filer
- Servant Salamnder
- SpeedCommander
- Total Commander
- Thunar
- Tux Commander
- Windows Explorer
- Worker
- XTree
- X File Explorer
- X Northern Captain
- XYplorer
- ZTree